# Alessandro Pajola
Alessandro Pajola (Ancona; 9 de noviembre de 1999) es un baloncestista italiano que pertenece a la plantilla del Virtus Bologna de la Lega Basket Serie A. Con 1,94 metros de estatura, juega en la posición de base.

## Trayectoria deportiva

### Profesional
Después de haber jugado la primera parte de su carrera juvenil con la camiseta del Stamura Ancona, con sólo dieciséis años fue adquirido por el Virtus Pallacanestro Bologna y se incorporó al primer equipo desde su primer año. Al término de esa primera temporada, el equipo descendió a la Serie A2, aunque regresaría a la máxima competición la temporada siguiente.
La importancia de Pajola en el equipo creció temporada tras temporada, convirtiéndose en uno de los jugadores más destacados de Virtus en la temporada 2020-21. En junio de 2021, después de haber eliminado por 3-0 tanto al Basket Treviso en cuartos de final como al New Basket Brindisi en semifinales, la Virtus derrotó por 4-0 a su histórico rival Olimpia Milano en la final nacional, ganando su 16.º título nacional y el primero después de veinte años. Pajola fue elegido como mejor sub-23 de la Lega Basket Serie A.
El 21 de septiembre de 2021, la Virtus ganó su segunda Supercopa de Italia, derrotando una vez más al Olimpia Milano por 90-84. Tras una gran actuación en la final, Pajola fue nombrado MVP del torneo. Además, tras haber eliminado al Lietkabelis, Ratiopharm Ulm y Valencia Basket en las tres primeras rondas de los playoffs, el 11 de mayo de 2022 derrotaron al Frutti Extra Bursaspor por 80-67 en el Segafredo Arena, ganando su primera Eurocup y clasificándose para la Euroliga después de 14 años. Sin embargo, a pesar de haber terminado la temporada regular en el primer lugar y haber eliminado 3-0 a Victoria Libertas Pesaro y Derthona Basket en las dos primeras rondas de playoffs, Virtus fue derrotado 4-2 en la final nacional por el Olimpia Milano.
Al término de la temporada 2022-23, fue renovado por el club por tres temporadas más, hasta 2026.

### Selección nacional
Internacional en categorías inferiores y absoluto desde 2020, en agosto de 2023 fue incluido por el seleccionador nacional, Gianmarco Pozzecco, en la plantilla que participó en el Mundial de 2023, en el que los azzurri terminaron en octavo lugar tras los partidos de clasificación.